# Corumbiara
Corumbiara est une municipalité brésilienne située dans l'État du Rondônia.